# AVN Award for Best Three-Way Sex Scene
L'AVN Award for Best Three-Way Sex Scene è stato un premio pornografico assegnato agli attori impegnati in una scena a tre votata come migliore dalla AVN, l'ente che assegna gli AVN Awards, riconosciuti come i migliori premi del settore (paragonabile al Premio Oscar).
Come per gli altri premi, veniva assegnato nel corso di una cerimonia che si svolge a Las Vegas, solitamente nel mese di gennaio, dal 2005 al 2010.
Nel 2011 è stato diviso in due premi diversi: Best Three-Way Sex Scene - Girl/Girl/Boy e Best Three-Way Sex Scene - Boy/Boy/Girl ma nel 2022 è ritornato ad esser assegnato in sostituzione dei nuovi premi.

## Anni 2000
| Anno | Vincitori                                    | Titolo                              |
| ---- | -------------------------------------------- | ----------------------------------- |
| 2005 | Dani Woodward Barrett Blade Kurt Lockwood    | Erotic Stories: Lovers And Cheaters |
| 2006 | Tyla Winn Michael Stefano John Strong        | Tease Me Then Please Me 2           |
| 2007 | Sandra Romain Sasha Grey Manuel Ferrara      | Fuck Slaves                         |
| 2008 | Katsuni Mélissa Lauren Rocco Siffredi        | Fashionistas Safado: Berlin         |
| 2009 | Jenny Hendrix Delilah Strong Michael Stefano | The Jenny Hendrix Anal Experience   |
| 2010 | Tori Black Rebeca Linares Mark Ashley        | Tori Black Is Pretty Filthy         |
| 2022 | Vanna Bardot Avery Cristy Oliver Flynn       | Three 2                             |
| 2023 | Jazmin Luv Anna Claire Clouds Anton Harden   | Let’s All Be Friends                |
| 2024 | Jane Wilde Avery Black Troy Francisco        | All In / Three                      |
| 2025 | Kimmy Granger Adria Rae Seth Gamble          | Gold Diggers – Episode 5            |